# Modelo fetichista

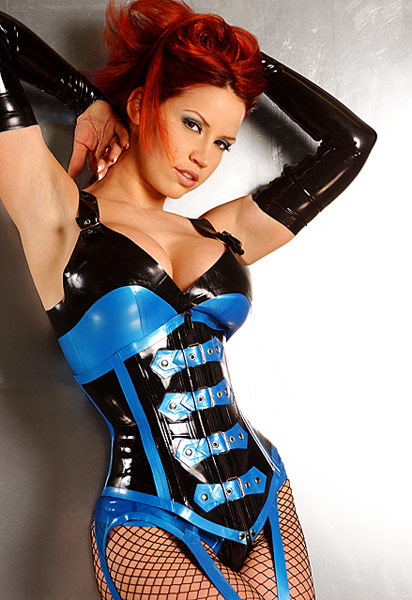
Bianca Beauchamp.

Una modelo fetichista es una persona especializada en el modelaje de vestimenta, artículos o situaciones relacionadas con el fetichismo, aunque no necesariamente se dedican exclusivamente a ese ramo del modelaje.
El grueso de los modelos fetichistas se especializan en modelar vestimentas que son consideradas extremas y provocativas y que están diseñadas para producir fuertes reacciones emocionales y deseo sexual por parte del observador. Estas ropas pueden ir del rango de trajes de baño exóticos hasta armaduras o trajes de ciencia ficción.
Más allá de la ropa el modelaje fetichista abarca prácticas como el bondage, la fotografía de glamour, y disfraces relacionados con fantasías sexuales (por ejemplo mucamas, enfermeras, policías etcétera). Las modelos fetichistas pueden aparecer en fotografías, videos o en eventos como expos eróticas o fiestas.
Por lo general muchas actrices pornográficas también trabajan en el mundo del modelaje fetichista, pero también hay modelos dedicadas profesional y exclusivamente a esta práctica, es posible que personas que no son modelos profesionales también trabajen ocasionalmente en sesiones fotográficas de este tipo.

## Tipos de modelos fetichistas
El modelaje fetichista cubre un amplio abanico de prácticas incluyendo el bondage, el sadomasoquismo, el shibari, el látex, las cosquillas o los tatuajes; también pueden enfocarse en una zona específica del cuerpo como los senos, los ombligos o los pies.
Las modelos fetichistas están por lo general consideradas como parte de un nicho diferente a la moda gótica u otros modelajes alternativos que usualmente se enfocan en nichos mucho más específicos, una modelo fetichista por lo general se enfoca únicamente en el aspecto estético de cada práctica sin involucrarse en aspectos puramente sexuales de los fetichismos específicos. El modelaje fetichista por lo general es considerado como parte de la industria del sexo debido a su percepción popular como un producto exclusivo para adultos. A pesar de esto algunos aspectos de este modelaje han sido incorporados y aceptados dentro de la industria de la moda, y algunos diseñadores preparan colecciones de materiales como el látex en sus diseños.
El fetichismo se relaciona con cualquier cosa que pueda causar interés o deseo en el observador o el participante que no está limitada al cuerpo de la persona. Por ejemplo, una persona calzando botas puede ser considerado un fetichismo debido a que quienes ven la imagen no están interesadas únicamente en la persona per se sino en la imagen de esa persona mientras calza dichas botas. Lo mismo ocurre con las personas que disfrutan de la apreciación corporal selectiva, un fetichista de pies no está interesado en toda la persona, sino solamente en los pies de esa persona.
Esta apreciación fetichista es completamente subjetiva, y aquello que estimula a un individuo en particular por lo general no despierta ningún interés en quien no comparte su práctica.

## Cultura popular
Hay unos cuantos modelos y fotógrafos de bondage y otras áreas del fetichismo que han alcanzado notoriedad entre un público más amplio. La más reconocible es la modelo de bondage de los años 50 y chica de Pin-up Bettie Page, quien posó para el fotógrafo de bondage Irving Klaw y quien más adelante aparecería en Playboy.
En los años 60 la popular serie de televisión británica Los Vengadores incorporó mucha vestimenta fetichista en el atuendo de sus protagonistas femeninas, destacando el famoso traje de cuero de Diana Rigg y las botas y guantes de cuero de Tara King.

## Mercados
Las producciones de modelaje fetichista son por lo general distribuidas en publicaciones especializadas como la italiana A Magazine, Marquis o Skin Two. 
Más allá de este nicho las modelos fetichistas trabajan para sitios web especializados en cada tipo de fetichismo y que, aunque no necesariamente tienen contenido explícito, son considerados sitios para adultos debido al interés sexual que para los fetichistas contienen las imágenes, el grueso de estas páginas son de pago y dependen de las membresías de sus subscriptores para sostener su negocio y poder contratar a las modelos. Las modelos fetichistas más populares en ocasiones tienen sitios web personales donde muestran su propio trabajo.
También existen diseñadores de moda fetichistas y se organizan algunos desfiles de moda de este tipo cada año, para este tipo de eventos se prefiere la contratación de modelos especializadas en el tema, en vez de quienes trabajan usualmente en esta industria.